# Illa de Villegagnon

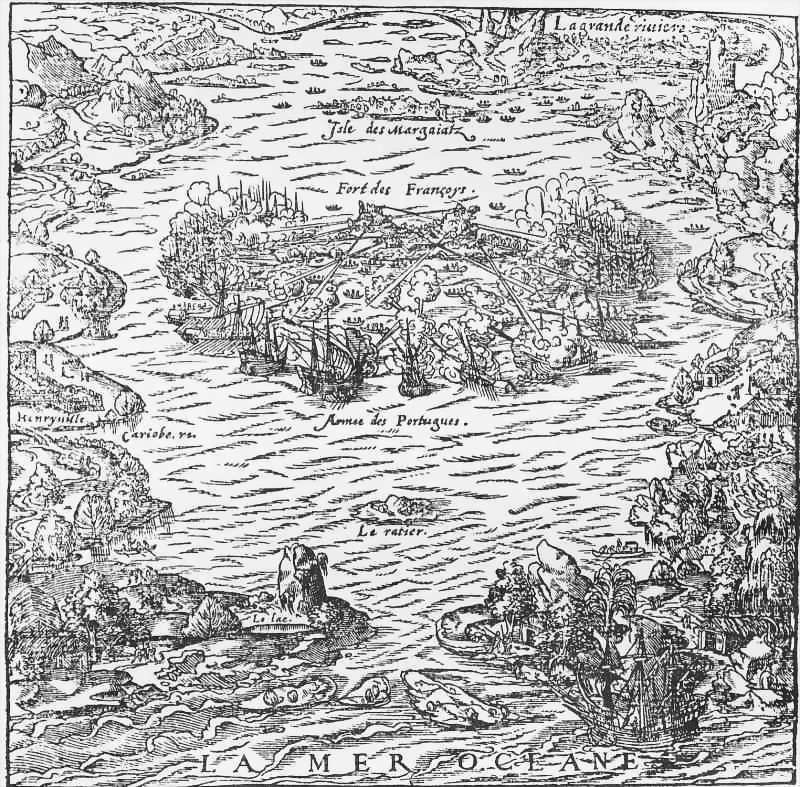
Batalla dels portuguesos contra els francesos en la badia de Guanabara (1560) (autor desconegut, 1567).

L'Illa de Villegagnon es localitza en l'interior de la badia de Guanabara, en la ciutat i estat de Rio de Janeiro, al Brasil.

## Història
Denominada com illa de Serigipe pels indígenes, i com Illa das Palmeiras pels conqueridors portuguesos, la seva actual denominació és un homenatge al seu primer ocupant, l'almirall francès Nicolas Durand de Villegagnon, que la va ocupar el 1555, aixecant el Fort Coligny, quan la temptativa d'establiment de França Antàrtica.
Durant aquesta ocupació, colons protestants calvinistes van realitzar en l'illa el primer culte i celebració, a les Amèriques, de la Santa Cena, d'acord amb les doctrines reformades. Poc temps després aquests missioners van ser qüestionats per Villegagnon, que els va obligar a declarar els termes de la seva fe i, de seguida, van ser martiritzats. Aquesta declaració de fe va quedar com la confessió de Guanabara. El 24 de març de 2007, va ser inaugurat un marc en l'illa en memòria d'aquests esdeveniments.
El 15 de març de 1560, amb l'arribada d'Amador de Medeiros amb reforços oriünds de la Capitania de São Vicente, va tenir lloc l'atac dels portuguesos comandats per Mem de Sá, que va desembarcar tropes i artilleria a l'Illa. Dos dies més tard els francesos van abandonar el fort, buscant refugi junt als Tamoios. La fortalesa va ser arrasada i, el dia 17 de març va ser celebrada la primera missa portuguesa a l'illa.

Ruïnes de l'Illa de Villegaignon, 1894. Arxiu Nacional del Brasil.

L'illa va tornar a ser fortificada pels portuguesos el 1733, quan el Governador Gomes Freire de Andrade va fer demolir la muntanya das Palmeiras, començant la construcció de la Fortalesa de São Francisco Xavier de l'Illa de Villegagnon.
El març de 1822, una expedició portuguesa va arribar a Rio, amb el propòsit de forçar D. Pedro I a complir els decrets de les Corts de Lisboa, i retornar a Portugal. Així que el Príncep Regent (1821-1822) va ser informat de l'arribada de l'expedició, va convocar el cap de la esquadra donant l'ordre de fondejar els bucs i d'anar a terra a conversar. Li va declarar que només havia permès l'entrada dels bucs amb el compromís de quedar sota les ordres del govern provisional brasiler, i que després que els bucs estiguessin proveïts de queviures, que tornessin com abans millor a Lisboa. Les embarcacions, seguint les ordres, van fondejar durant l'estada a prop de l'Illa de Villegagnon i després van retornar a la capital portuguesa.
Després de la Independència del Brasil, l'illa va ser transferida a la Marina i, a partir del 3 de desembre de 1843 va passar a acollir el Cos de Mariners Imperials .
En 1935 es van iniciar les obres de construcció de l'Escola Naval, sota responsabilitat de l'Armada brasilera, inaugurades l'11 de juny de 1938.